# Rejon smolewicki
Rejon smolewicki (biał. Смалявіцкі раён) – rejon w centralnej Białorusi, w obwodzie mińskim.

## Współpraca międzynarodowa
Powiaty partnerskie:
- Powiat wrzesiński, Polska (umowa o współpracy z 2003)[1]